# 40 Anos - Entre Amigos
Chitãozinho & Xororó 40 Anos Entre Amigos é um álbum ao vivo da dupla brasileira Chitãozinho & Xororó, lançado em janeiro de 2011 pela Radar Records. O álbum é de comemoração aos 40 anos de carreira da dupla, foi gravado ao vivo na Via Funchal no dia 28 de setembro de 2010, com as participações de Rionegro & Solimões, Rick & Renner, Roberta Miranda, Sérgio Reis, Milionário & José Rico, Victor & Leo, Leonardo, Daniel, entre outros.

## Lista de faixas
| CD             |                                                      | |                           |         |  |
| N.º            | Título                                               | Compositor(es) | Participação especial     | Duração |  |
| 1.             | "Deixei de Ser Cowboy por Ela"                       | Darci Rossi / Di César / Chitãozinho                                                                                | Rionegro & Solimões       | 3:17    |  |
| 2.             | "Eu Menti"                                           | Rick / Alexandre | Rick & Renner             | 3:51    |  |
| 3.             | "Brincar de Ser Feliz"                               | Maria da Paz / Nino                                                                                                 | Roberta Miranda           | 3:56    |  |
| 4.             | "Amante"                                             | Carlos César / José Homero                                                                                          |                           | 3:43    |  |
| 5.             | "Se Deus Me Ouvisse"                                 | Almir Rogério | Edson                     | 3:42    |  |
| 6.             | "Obras de Poeta"                                     | Vital / Chico Lau                                                                                                   | Cezar & Paulinho          | 3:54    |  |
| 7.             | "Coração Sertanejo"                                  | Neuma Morais / Neon Moraes                                                                                          | Sérgio Reis               | 3:38    |  |
| 8.             | "60 Dias Apaixonado"                                 | Darci Rossi / Constantino Mendes                                                                                    | Milionário & José Rico    | 2:12    |  |
| 9.             | "No Rancho Fundo"                                    | Ary Barroso / Lamartine Babo                                                                                        | Daniel                    | 4:15    |  |
| 10.            | "Foge de Mim"                                        | Fátima Leão / Zezé Di Camargo                                                                                       | Gian & Giovani            | 3:41    |  |
| 11.            | "A Minha Vida" (My Way (Comme D'Habitude))           | Claude François / Jacques Revaux / Gilles Thibault (versão: Paul Anka) (versão: Eduardo Lages / Paulo Sérgio Valle) | César Menotti & Fabiano   | 4:20    |  |
| 12.            | "Ela Não Vai Mais Chorar" (She's Not Crying Anymore) | Billy Ray Cyrus / Buddy Cannon / Terry Shelton (versão: Chitãozinho / Xororó)                                       | Victor & Leo              | 3:34    |  |
| 13.            | "Somos Assim"                                        | Paulo Debétio / Paulinho Rezende                                                                                    | Bruno & Marrone           | 4:08    |  |
| 14.            | "Falando às Paredes"                                 | Virgínia Kheer / Xororó                                                                                             | Leonardo                  | 4:38    |  |
| 15.            | "Alô"                                                | Feio / Fátima Leão                                                                                                  | Zezé Di Camargo & Luciano | 3:31    |  |
| Duração total: | Duração total:                                       | Duração total: | Duração total:            | 49:10   |  |

| DVD            |                                                      | |                                      |         |  |
| N.º            | Título                                               | Compositor(es) | Participação especial                | Duração |  |
| 1.             | "Nascemos Pra Cantar" (Shambala)                     | Daniel Moore (versão: Chitãozinho / Xororó)                                                                         |                                      | 3:33    |  |
| 2.             | "Deixei De Ser Cowboy Por Ela"                       | Darci Rossi / Di César / Chitãozinho                                                                                | Rionegro & Solimões                  | 3:17    |  |
| 3.             | "Eu Menti"                                           | Rick / Alexandre | Rick & Renner                        | 3:51    |  |
| 4.             | "Brincar de Ser Feliz"                               | Maria Da Paz / Nino                                                                                                 | Roberta Miranda                      | 3:56    |  |
| 5.             | "Amante"                                             | Carlos César / José Homero                                                                                          |                                      | 3:43    |  |
| 6.             | "Se Deus Me Ouvisse"                                 | Almir Rogério | Edson                                | 3:42    |  |
| 7.             | "Obras de Poeta" (Os Passarinhos)                    | Vital / Chico Lau                                                                                                   | Cezar & Paulinho                     | 3:54    |  |
| 8.             | "Coração Sertanejo"                                  | Neuma Morais / Neon Moraes                                                                                          | Sérgio Reis                          | 3:38    |  |
| 9.             | "60 Dias Apaixonado"                                 | Darci Rossi / Constantino Mendes                                                                                    | Milionário & José Rico               | 2:12    |  |
| 10.            | "Vá Pro Inferno Com Seu Amor / Galopeira" (Galopera) | Meirinho; Mauricio Cardoso Ocampo (versão: Pedro Bento)                                                             |                                      | 4:25    |  |
| 11.            | "No Rancho Fundo"                                    | Ary Barroso / Lamartine Babo                                                                                        | Daniel                               | 4:15    |  |
| 12.            | "Foge de Mim"                                        | Fátima Leão / Zezé Di Camargo                                                                                       | Gian & Giovani                       | 3:41    |  |
| 13.            | "A Minha Vida" (My Way (Comme D'Habitude))           | Claude François / Jacques Revaux / Gilles Thibault (versão: Paul Anka) (versão: Eduardo Lages / Paulo Sérgio Valle) | César Menotti & Fabiano              | 4:20    |  |
| 14.            | "Ela Não Vai Mais Chorar" (She's Not Crying Anymore) | Billy Ray Cyrus / Buddy Cannon / Terry Shelton (versão: Chitãozinho / Xororó)                                       | Victor & Leo                         | 3:34    |  |
| 15.            | "Somos Assim"                                        | Paulo Debétio / Paulinho Rezende                                                                                    | Bruno & Marrone                      | 4:08    |  |
| 16.            | "Falando às Paredes"                                 | Virgínia Kheer / Xororó                                                                                             | Leonardo                             | 4:38    |  |
| 17.            | "Alô"                                                | Feio / Fátima Leão                                                                                                  | Zezé di Camargo & Luciano            | 3:31    |  |
| 18.            | "Fio de Cabelo"                                      | Darci Rossi / Marciano                                                                                              | Leonardo e Zezé Di Camargo & Luciano | 3:06    |  |
| 19.            | "Planeta Azul"                                       | Xororó / Aldemir | Todos                                | 5:47    |  |
| Duração total: | Duração total:                                       | Duração total: | Duração total:                       | 1:20:10 |  |